# Benjamin Busnel
Pour les articles homonymes, voir Busnel.
Benjamin Busnel, né le 4 décembre 1980, est un réalisateur, scénariste et acteur français.

## Biographie
Après un BTS Audiovisuel au Lycée Jacques-Prévert de Boulogne-Billancourt, il commence à réaliser ses premiers courts-métrages, principalement des films fantastiques (Lissepotrome, I love you, Gast) et des comédies (De palier, On s’y met). Son court-métrage De palier, réalisé en un seul plan-séquence et avec son téléphone portable, lui vaut en 2012 le prix du Meilleur Film Mobile au Mobile Film Festival,,. Le prix s'accompagne d'une somme de 15 000 euros pour que le gagnant réalise un court-métrage. Il réalise ainsi en 2013 une autre comédie, On s'y met. Celle-ci sera ensuite diffusée sur Canal+.
En 2012, il crée, avec Matthias Girbig et Benoît Blanc, la chaîne YouTube Inernet, qui sera produite à partir de 2015 par Studio Bagel. Il explique avoir été intéressé par la liberté qu'offre internet par rapport à la télévision, ainsi que la possibilité de démarrer avec très peu de moyens. Les sketchs diffusés sur Inernet font la part belle à l’humour absurde et au non-sens. Selon Le Télégramme, la chaine rencontre un « vif succès » avec un nombre de vues augmentant de « façon exponentielle » au fil des années. En 2017, la chaîne cumulera 20 millions de vues et 250 000 abonnés,.
Au sein d'Inernet, Benjamin Busnel, Matthias Girbig et Benoît Blanc créent la web série Le Département, avec comme actrice principale Cannelle Carré-Cassaigne. La série est ensuite adaptée pour la télévision, avec une diffusion en clair sur Canal+ (sous le même titre : Le Département) entre septembre 2016 et juin 2017.
Il reçoit en 2019, avec Matthias Girbig et Benoît Blanc, le Prix SACD dans la catégorie « Création Interactive »,. Il fait également partie, du 15 au 22 mai, de la résidence CNC Talent, qui permet à des créateurs vidéo de participer à des tables rondes, à des rencontres professionnelles et de produire des contenus audiovisuels. Enfin, il est membre du jury du 34e Festival européen du film court de Brest, aux côtés de la comédienne Marie Bunel, de la réalisatrice Valérie Leroy, du compositeur de musique de film Mike Ponton et de la directrice de casting Tatiana Vialle.
En 2018 et 2019, il réalise deux courts-métrages : Vint la vague, dont les rôles principaux sont interprétés par Clotilde Hesme et Noée Abita, et Les Derniers feux, une « mise en abyme expérimentale » avec Clotilde Hesme également. Ce film, dédié à Chris Marker, reçoit le prix Mention spéciale pour la photographie à la 25ème édition du Festival international du court-métrage de Dijon.
En 2020, il intègre le collectif de scénaristes Les Indélébiles. Il participe aussi en tant que membre du jury à la 11e édition du Festival Takavoir de Niort, aux côtés de Camille Ducellier (présidente du jury), John Lvoff, Stéphane Le Garff et Clément Fortin.
Avec Guillaume Hérent et Carine Hinderchiette, il crée une série télévisée d'animation destinée aux enfants: Pfffirates. Colorée et joyeuse, dans un « esprit Playmobil », cette série est diffusée dans l'émission Tfou à partir du 23 janvier 2022.

## Filmographie
Sauf indication contraire ou complémentaire, les informations mentionnées dans cette section peuvent être confirmées par les bases de données Allociné et IMDb.

### En tant que scénariste et réalisateur

#### Courts-métrages
- 2002 : Lissepotrome[20]
- 2006 : I love you
- 2007 : Le mal
- 2009 : Gast
- 2010 : Pygomèle
- 2012 : De palier
- 2013 : On s’y met
- 2014 : Get that job ![21]
- 2018 : Vint la vague
- 2019 : Les Derniers feux

#### Internet
- 2013-2019 : Inernet
- 2015 : Les trucs qu'on aimerait dire à sa banque[22]
- 2016-2017 : Le Département

#### Télévision
- 2016-2017 : Le Département

### En tant qu'acteur
- 2006 : Les Aventuriers de 8h22 : Benjamin
- 2007 : Le mal : le narrateur
- 2016-2017 : Le Département : Michel
- 2017-2019 : Calls Saison 1 épisode 4 : Le pasteur. Saison 2 épisode 4 : Le prêtre
- 2019 : Les Derniers feux : le narrateur

### En tant que créateur
- 2022 : Pfffirates (série d'animation co-créée avec Guillaume Hérent et Carine Hinderchiette)

### En tant que scénariste
- 2011 : Soirée loose[23]

## Récompenses
- Festival des 24 courts de la Sarthe 2007 : 1er prix coup de cœur pour I love you[24]
- Festival international du court métrage de Clermont-Ferrand 2007 : Compétition nationale pour Le mal[25]
- Mobile Film Festival 2012 : Prix du Meilleur Film Mobile pour De palier[1], Prix de la meilleure actrice dans De palier pour Sabine Moindrot[26]
- Festival Takavoir de Niort 2012 : Grand prix du jury et Prix du public pour De palier[27]
- Festival des 24 courts de la Sarthe 2014 : Grand Prix des 24 tout-courts pour Get that job ![21]
- Web Program Festival 2017 : Prix du meilleur programme humour pour Le Département[28]
- Festival international du court-métrage de Dijon 2019 : Prix Mention spéciale pour la photographie pour Les Derniers feux
- Prix SACD 2019 : Prix Création Interactive (avec Benoît Blanc et Matthias Girbig)